# 寺西村
寺西村（てらにしむら）は、広島県賀茂郡にあった村。現在の東広島市の一部にあたる。

## 地理
西条盆地の北部に位置していた。
- 河川：黒瀬川[1]

## 歴史
- 1889年（明治22年）4月1日、町村制の施行により、賀茂郡寺家村、西条東村が合併して村制施行し、寺西村が発足[1][2]。
- 1939年（昭和14年）7月1日、賀茂郡西条町、吉土実村、御薗宇村、下見村と合併し、西条町が存続して廃止された[1][2]。
  - 同年、傷痍軍人広島療養所開設[1]。

## 産業
- 農業

## 教育
- 1906年（明治39年）私立西条女学校開校[1]。1911年（明治44年）西条実科高等女学校に改称[1]。1923年（大正12年）西条町外五ケ村学校組合立広島県賀茂高等女学校に改組[1]。1926年（大正15年）広島県立賀茂高等女学校（現広島県立賀茂高等学校）に改組[1]。